# إريك إنغر
إريك إنغر هو طبيب نرويجي، ولد في 10 أبريل 1927 في أوسلو في النرويج، وتوفي في 15 يونيو 2016.